# Mussaenda benguetensis
Mussaenda benguetensis är en måreväxtart som beskrevs av Adolph Daniel Edward Elmer. Mussaenda benguetensis ingår i släktet Mussaenda och familjen måreväxter. Inga underarter finns listade i Catalogue of Life.